# نادية كيلاني
نادية كيلاني (17 أبريل 1947 ) هي أديبة وشاعرة وصحفية مصرية.

## مسيرتها
- صحفية بدار الهلال[2]
- عضو اتحاد كتاب مصر، عضو نادي القصة بالقاهرة، عضو رابطة الأدب الإسلامي، عضو جمعية الأدباء، والكاتبات المصريات، عضو نادي أدب الجيزة/ عضو نقابة الصحفيين.
- ليسانس لغة عربية وعلوم إسلامية. كلية دار العلوم، جامعة القاهرة [3]
- معتمدة مؤلفة دراما ومتحدثة بالإذاعة المصرية
- ولها عدة سهرات درامية بعنوان: (أمي ولكن - البرنامج العام) (السلطان والراعية - صوت العرب)، (ابنة البرنامج - العام المليونير)، برنامج عاشت الأسامي - البرنامج العام (ثلاثون حلقة في رمصان 1997)
- قريء الكثير من قصصها في البرنامج الثقافي بصوت سكينة سالم رحمها الله.
- صحفية بدار الهلال والمشهد الألكتروني.

## مؤلفاتها[4]

### القصة القصيرة
- - اتهام: مجموعة قصصية، الهيئة العامة للكتاب 33 قصة عام 1997.
  - إحراج: مجموعة قصصية، سلسلة الكتاب الفضي بنادي القصة22 قصة عام 2001
  - إلكترومانسي: مجموعة من وحي النت، 17 قصة طلعة أولى 2015، طبعة ثانية عام 2019
  - عيني عينك: مجموعة اجتماعية متنوعة 18 قصةعام 2016.
  - عمتي معزوفة أبدية: مجموعة من معايشة الأهل، 11 قصة مكتبة جزيرة الورد للطبع والنشر عام 2016.

### الروايات
- حب لم يعرفه البشر: رواية في تأثير القناعات الشخصية، عام 1987.
- أشجان: رواية عن مشكلات الزهايمر، عام 2017.
- .(إلا.. هي) – رواية- 2021 يسطرون للطباعة والنشر- كتاب طيوف
- .(قد تتشابك الأحلام) –2022 إصدارات ملتقي السرد العربي- عن مؤسسة يسطرون.
- في المسرح:
- إبليس في أجازة: مسرحية، نشر إلكتروني. دار الصداقة للثقافة والنشر 2010

http://www.alsdaqa.com/vb/showthread.php?t=36709

### كتب أخرى
- الأبراج: دراسة في علم الفلك، مركز الراية للنشر والإعلام. عام 1996
- أيام مع يحيى حقي - سيرة غيرية شبه يومية. عام 2005
- (الحجاب رؤية إسلامية دائمة): ردًا علي كتاب "الحجاب رؤية عصرية"، مؤسسة شمس للنشر والإعلام. 2008
- (احترم نفسك): في معنى السلوكيات والتعاملات الإنسانية.دار الصفا للنشر والتوزيع عام 2015

### الشعر
- بين الغيوم والقمر ديوان مقسم إلى مواسم- مكتبة الآداب- 2011
- طفولة المطر: ديوان مقسم إلى أمواج- مكتبة جزيرة الورد -2018
- محمد وصاحباه- ثلاث قصائد تتناول سيرة الرسول وصاحبيه شعرًا ونثرًا، دار مبدعون للطبع والنشر.
- محمد وزوجتاه - ثلاث قصائد تتناول سيرة الرسول وزوجتيه شعرًا ونثرًا، دار مبدعون للطبع والنشر

### مجال الأطفال
- (الأستاذ فوازيرو) اسمك معلومة وفزورة): سلسلة، الهيئة العامة للكتاب من بداية 2004 وحتى الآن،
- (مغامرات ندى): سلسلة الأولاد والبنات- دار الهلال. 9 قصص 2013
- (جولة مع عروس النيل): سلسلة الأولاد والبنات- دار الهلال.. عشرة أجزاء 2015
- مشاكس والشهور الميلادية.. 12 جزءا.. دار الصفا 2017
- فضائل الشهور العربية- 12 جزءا.
- تحت الطبع:
- أمم أمثالكم- قصص على لسان الطير والحيوان.
- ولحم طير مما يشتهون- قصص متنوعة.

### كتب إسلامية
- (عجائب سورة البقرة)، (عجائب سورة النور)،(عجائب سورة العنكبوت)
- (الإمام أبو حنيفة النعمان)، (الإمام مالك بن أنس)، (الإمام أحمد بن حنبل)
- (الإتييكيت في الإسلام): (حقائق مذهلة في جسم الإنسان)، (موسوعة الدعاء المستجاب)
- كلها تصدر عن مركز الراية للنشر والإعلام
- تحت الطبع
- قضايا المرأة المسلمة
- هاؤم اقرأوا كتابيا.

دراسات عن المؤلفة كتابات نقدية:
- ـ (هؤلاء كتبوا للأطفال) إعداد «محمود قاسم» المجلس الأعلى للثقافة- المركز القومي لثقافة الطفل-1999).
-ـ (سيرة أدبية على أريج صدانا)- شبكة صدانا الثقافية- الجزء الأول.
- ـ (هن في قلب مصر) «فاطمة الزهراء فلا» مكتبة جزيرة الورد. ملامح بعض الشخصيات المعتبرة.
- .(القصة القصيرة المعاصرة- 2001) «دكتور صابر عبد الدايم» دراسة لقصة إحراج.
- .(اتجاهات جديدة في القصة المعاصرة) أبحاث مؤتمر القصة- اتحاد الكتاب يناير- 2008
- ـ (هموم القصة القصيرة-2008) «دكتور جمال عبد الناصر» كتابات الاتحاد.
- ـ (القصة امرأة- 2010) «محمد محمود عبد الرازق» الهيئة العامة لقصور الثقافة.
*نوقشت الأعمال في المحافل الأدبية والإذاعة والتليفزيون.. قام بمناقشتها كثير من الأساتذة المتخصصين والمعروفين في الوسط الأدبي.
*ترجمة في معجم البابطين للشعر-الطبعة الثالثة 2013.الجزء التاسع
* ترشح الكتب في القائمة الببليوجرافية المعيارية للكتب المختارة لمكتبات المدارس منذ ديسمبر– 2005 وحتى الآن.
*حصلت على المركز الأول في مسابقة للشعر عن قصيدة في مدح الرسول من الملتقى الضاد الشعري بالجزائر